# Chrisida
Chrisida (gr. Χρυσίδα) – część gminy miejskiej Kitrea, w Republice Cypryjskiej, w dystrykcie Nikozja. Kontrolowana jest de facto przez Turecką Republikę Cypru Północnego.